# Youssouf Gueye
Tène Youssouf Gueye (1928 - 1988) là một nhà thơ và sử gia Pháp ngữ người Mauritanie.
Ông là Chủ tịch Hiệp hội Nhà văn Mauritania và trở thành một công chức quan trọng sau khi đất nước độc lập. Ông đã phải ngồi tù vì những ý kiến chỉ trích chống lại chính phủ Mauritania; ông mất ở đó vào năm 1988.

## Tác phẩm
- Les exilés du Goumel, kịch, 1968
- A l'orée du Sahel, tập truyện, 1975
- Sahéliennes, thơ, 1975
- Rella, 1985